# Irdyn
Irdyn (en ukrainien : Ірдинь, en russe : Ирдынь) est une commune urbaine de l'oblast de Tcherkassy, en Ukraine. 

## Démographie
Irdyn compte 750 habitants en 2021.